# Hotel, dulce hotel
Hotel, dulce hotel è il quinto album in studio del cantautore spagnolo Joaquín Sabina, pubblicato nel 1987.

## Tracce
1. Así estoy yo sin ti – 5:06
2. Pacto entre caballeros – 3:55
3. Que se llama soledad – 4:48
4. Besos de judas – 3:51
5. Oiga doctor!! – 3:21
6. Amores eternos – 3:46
7. Mónica – 3:53
8. Cuernos – 3:57
9. Hotel, dulce hotel – 4:22